# Capilla de Nuestra Señora de Sion (Ein Karem)
La Capilla de Nuestra Señora de Sion también llamada Capilla de Notre Dame de Sion es el nombre que recibe un templo católico localizado en un antiguo edificio de la Orden de monjas de las hermanas de Sion en la colina occidental de Ein Karem un sector en el Distrito de Jerusalén en el actual centro de Israel.
El complejo del convento fue inaugurado en 1860 y es manejado por las monjas católicas desde 1861. El templo esta bajo la jurisdicción del patriarcado latino de Jerusalén (Patriarchatus Hierosolymitanus Latinorum) que fue establecido en su forma moderna en 1847 por el papa Pio IX.

## Galería

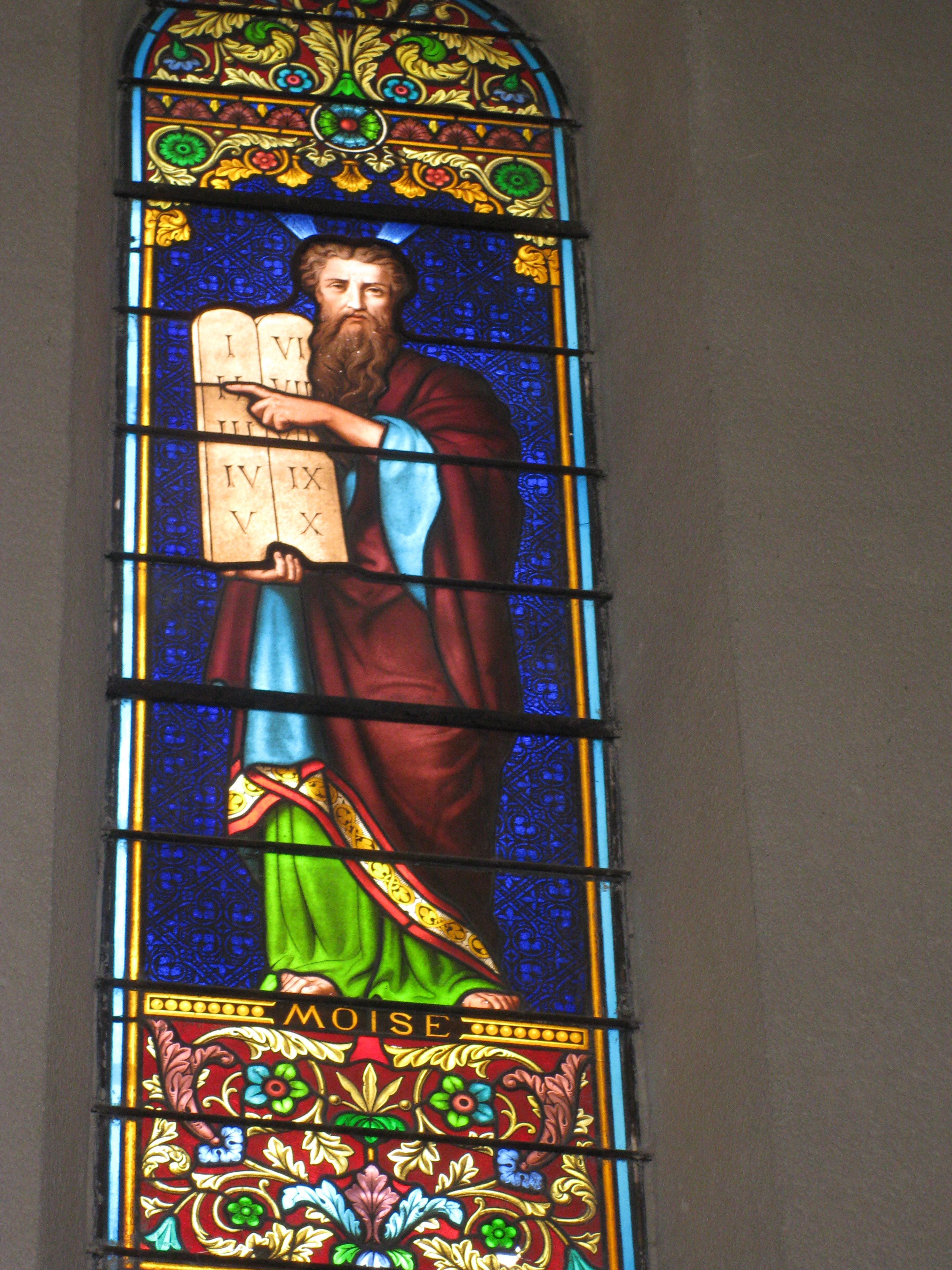
Uno de los vitrales dedicado a Moisés
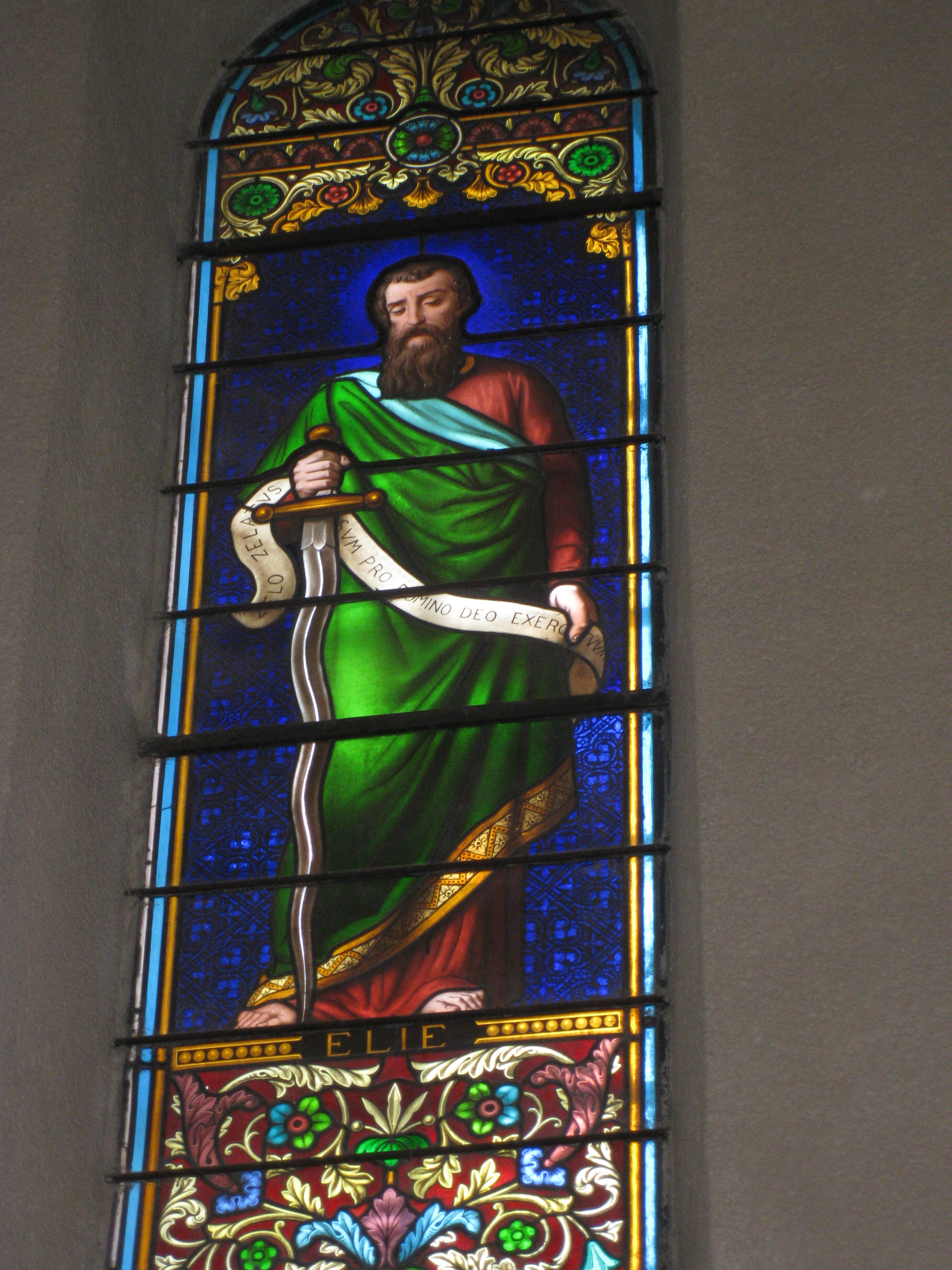
Otro de los vitrales